# 大塞卡爾峰

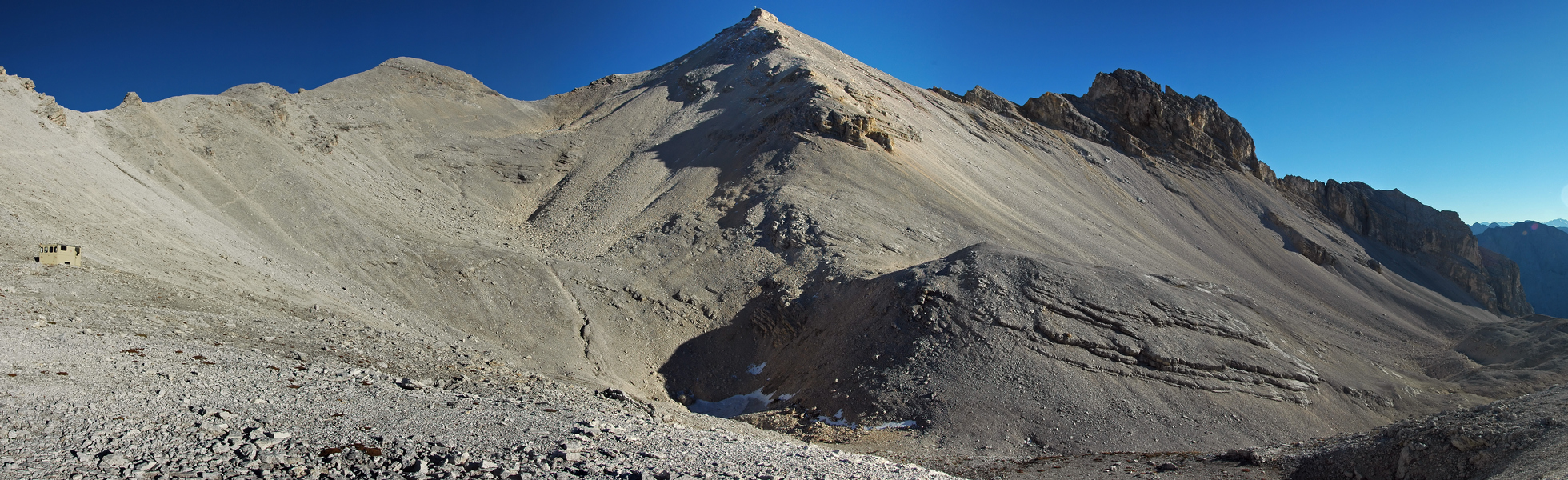

47°24′17″N 11°23′26″E / 47.40472°N 11.39056°E
大塞卡爾峰（德語：Große Seekarspitze），是奧地利的山峰，位於該國西部，由蒂羅爾州負責管轄，屬於卡爾文德爾山脈的一部分，海拔高度2,677米，每年平均降雨量1,666毫米，人類在1870年7月6日首次登頂。